# Carl Gentzel
Carl Alfred Gentzel, född 12 november 1871 i Jönköping, död 27 november 1914 i Stockholm, var en svensk kantor, dirigent och sångare (tenor).

## Biografi
Gentzel tog studentexamen 1891 och kantorsexamen 1897. Han var kantor i Sankt Matteus församling i Stockholm. 
Vid stiftandet av Stockholms Studentsångare 1905 utsågs Gentzel till dirigent och verkade som sådan fram till sin död 1914. Åren 1905–1909 var han även dirigent för Typografiska föreningens sångkör. 

## Familj
Hans far, sadelmakaren Karl Ludvig Gentzel, föddes 1834 i Varberg  och hans mor, Kristina Persdotter, föddes 1843 i Färlöv i Kristianstads län. Han var far till Inga Gentzel och Ulla Castegren.
Carl Gentzel begravdes på Norra begravningsplatsen, Solna, den 6 december 1914.